# Boochenahalli Kaval, Arsikere
Boochenahalli Kaval là một làng thuộc tehsil Arsikere, huyện Hassan, bang Karnataka, Ấn Độ.